# Football Club de Metz 1984-1985
Questa voce raccoglie le informazioni riguardanti il Football Club de Metz nelle competizioni ufficiali della stagione 1984-1985.

## Stagione
Dopo un avvio difficile, culminato con il penultimo posto alla sesta giornata, nel corso del campionato il Metz rimase a ridosso delle posizioni valide per il piazzamento in Coppa UEFA, ottenendo il quinto posto all'ultima giornata superando il Tolone: con la vittoria della Coppa di Francia da parte del Monaco terzo classificato avvenuta alcuni giorni dopo la chiusura del campionato, i Grenats poterono usufruire del posto in zona UEFA lasciato libero dai monegaschi.
Nella competizione nazionale la squadra esordì eliminando l'Auxerre ai rigori, ma subì una rimonta dal Bastia nella gara di andata del turno successivo, uscendo dalla competizione di cui deteneva il titolo. In Coppa delle Coppe il Metz si segnalò per l'eliminazione al primo turno del più quotato Barcellona, avvenuta rimontando l'iniziale 4-2 subìto in casa con un 4-1 al Camp Nou in cui Toni Kurbos fu autore di una tripletta. I Grenats uscirono dalla manifestazione al turno successivo per mano della Dinamo Dresda, che grazie allo 0-0 riportato nella gara di ritorno a Metz poté mantenere inalterato il vantaggio ottenuto in casa all'andata.

## Maglie e sponsor
Lo sponsor tecnico per la stagione 1984-1985 è Adidas, mentre lo sponsor ufficiale è Sollac per il campionato e Calberson o RTL per la Coppa di Francia.
| Manica sinistra · Manica sinistra · Maglietta · Maglietta · Manica destra · Manica destra · Pantaloncini · Calzettoni | Manica sinistra · Manica sinistra · Maglietta · Maglietta · Manica destra · Manica destra · Pantaloncini · Calzettoni |  |

## Risultati

### Coppa di Francia
| Arbitro: | Lartigot |

|                             |           |                |
| Kurbos 30’, 72’ Bocandé 63’ | Marcatori | 37’ Pastinelli |

| Arbitro: | Quiniou |

|                        |           |  |
| Meyer 47’ Squaglia 78’ | Marcatori |  |

### Coppa delle Coppe
| Arbitro: | Keizer |

|                            |           |                                                        |
| Kurbos 44’ Rohr 87’ (rig.) | Marcatori | 12’ (aut.) Sonor 47’ Schuster 53’ Calderé 64’ Carrasco |

| Arbitro: | Bridges |

|              |           |                                         |
| Carrasco 33’ | Marcatori | 38’, 65’, 85’ Kurbos 39’ (aut.) Sánchez |

| Arbitro: | Midgeley |

|                                            |           |                     |
| Häfner 24’ (rig.) Stübner 37’ Gütschow 51’ | Marcatori | 9’ (aut.) Trautmann |

| Metz 7 novembre 1984 Ottavi di finale - Ritorno | Metz     | 0 – 0 referto | Dinamo Dresda | Stadio Saint-Symphorien (19 928 spett.)\| Arbitro: \| Petrović \| |
| Arbitro:                                        | Petrović |               |               |                                                                   |

## Statistiche

### Andamento in campionato
| Giornata  | 1 | 2  | 3  | 4  | 5  | 6  | 7  | 8  | 9  | 10 | 11 | 12 | 13 | 14 | 15 | 16 | 17 | 18 | 19 | 20 | 21 | 22 | 23 | 24 | 25 | 26 | 27 | 28 | 29 | 30 | 31 | 32 | 33 | 34 | 35 | 36 | 37 | 38 |
| --------- | - | -- | -- | -- | -- | -- | -- | -- | -- | -- | -- | -- | -- | -- | -- | -- | -- | -- | -- | -- | -- | -- | -- | -- | -- | -- | -- | -- | -- | -- | -- | -- | -- | -- | -- | -- | -- | -- |
| Luogo     | C | T  | C  | T  | C  | T  | C  | T  | C  | T  | C  | T  | C  | T  | C  | C  | T  | C  | T  | C  | T  | C  | T  | C  | T  | C  | T  | C  | T  | C  | T  | C  | T  | T  | C  | T  | C  | T  |
| Risultato | V | P  | P  | P  | V  | P  | V  | V  | P  | V  | V  | P  | V  | P  | V  | V  | N  | N  | P  | V  | V  | N  | N  | N  | P  | V  | P  | V  | V  | N  | V  | N  | P  | P  | V  | N  | V  | V  |
| Posizione | 5 | 11 | 16 | 18 | 15 | 19 | 15 | 11 | 10 | 8  | 4  | 7  | 6  | 7  | 4  | 4  | 4  | 5  | 8  | 6  | 5  | 5  | 5  | 5  | 5  | 5  | 7  | 6  | 6  | 6  | 5  | 6  | 6  | 6  | 6  | 6  | 6  | 5  |

Fonte:  France » Ligue 1 1984/1985 » Schedule, su worldfootball.net.
Legenda:

Luogo: C = Casa; T = Trasferta. Risultato: V = Vittoria; N = Pareggio; P = Sconfitta.